# Delilah (canção de Florence and the Machine)
"Delilah" é uma canção da banda inglesa Florence and the Machine, lançada como o quarto e último single do terceiro álbum de estúdio da banda, How Big, How Blue, How Beautiful, em 20 de novembro de 2015. Foi escrita por Florence Welch e Isabella Summers, e produzida por Markus Dravs.

## Recepção
Jon Blistein, da Rolling Stone, escreveu que "Delilah" começa escasso com os vocais de chamada e resposta multi-rastreados da Welch, navegando em cima de um simples piano e sintetizadores.

## Lista de músicas
Download Digital – Galantis Remix
1. "Delilah" (Galantis Remix) – 5:37
2. "Delilah" (Galantis Remix / Radio Edit) – 4:11

Limited-edition 12″ single (Exclusivo Record Store Day)
A1. "Delilah"
A2. "Delilah" (Demo)
B. "Only Love Can Break Your Heart" (ao vivo)

## Gráficos
| Gráficos (2015-16)                             | Melhor posição |
| ---------------------------------------------- | -------------- |
| Austrália - (ARIA)                             | 41             |
| Reino Unido - (UK Singles Chart)               | 102            |
| Estados Unidos - (Billboard Alternative Songs) | 30             |

## Histórico de lançamentos
| Região         | Data                   | Formato                                 | Gravadora | Referência |
| -------------- | ---------------------- | --------------------------------------- | --------- | ---------- |
| Reino Unido    | 20 de Novembro de 2015 | Contemporary hit radio                  | Island    | [ 7 ]      |
| Vários         | 27 de Novembro de 2015 | Download Digital - Galantis Remix       | Island    | [ 2 ]      |
| Estados Unidos | 19 de Janeiro de 2016  | Rádio Alternativa                       | Republic  | [ 8 ]      |
| Estados Unidos | 16 de Abril de 2016    | 12" single (Exclusivo Record Store Day) | Republic  | [ 3 ]      |

## Vídeo
O videoclipe de "Delilah" foi lançado no dia 21 de outubro de 2015, um mês antes do lançamento oficial da música como single. O vídeo, dirigido por Vincent Haycock e coreografado por Ryan Heffington, é cheio de simbolismo. Para Jeremy Gordon, da Pitchfork, o vídeo é repleto de "imagens religiosas, contorções energéticas e figurantes que parecem saídos de um culto". Dentre os símbolos mais marcantes presentes na narrativa, há a imagem de uma criatura demoníaca sobre o corpo de Florence. Em 2011, ela afirmou em entrevista que sofria de insônia e, mesmo quando conseguia cair no sono, era incomodada por imagens perturbadoras. Ela disse "Eu sofro alucinações em que há demônios sentados sobre o meu peito". O vídeo consiste no último capítulo do curta The Odyssey.